# Пензенське
Пензенське (рос. Пензенское) — село у Томарінському міському окрузі Сахалінської області Російської Федерації.
Населення становить 472 особи (2013).

## Історія
З 1905 по 3 вересня 1945 року у складі губернаторства Карафуто Японії, відтак у складі Томарінського міського округу Сахалінської області.

## Населення
| 1925 | 1935  | 2002 | 2010 | 2013 |
| ---- | ----- | ---- | ---- | ---- |
| 1684 | ↘1490 | ↘596 | ↘482 | ↘472 |